# Конома
Конома — река в Череповецком районе Вологодской области России, впадает в Кономский залив Шекснинского руслового участка Рыбинского водохранилища (бассейн Волги). Длина реки составляет 57 км, площадь водосборного бассейна — 283 км².
Основные притоки: Чернуха и Андобка.

## Данные водного реестра
По данным государственного водного реестра России относится к Верхневолжскому бассейновому округу, водохозяйственный участок реки — Рыбинское водохранилище до Рыбинского гидроузла и впадающие в него реки, без рек Молога, Суда и Шексна от истока до Шекснинского гидроузла, речной подбассейн реки — Реки бассейна Рыбинского водохранилища. Речной бассейн реки — (Верхняя) Волга до Куйбышевского водохранилища (без бассейна Оки).
Код объекта в государственном водном реестре — 08010200412110000008222.